# EuroChallenge 2013-2014
Navigation
Édition précédente Édition suivante
L'EuroChallenge de basket-ball 2013-2014 est la 11e édition de la troisième compétition européenne de clubs dans la hiérarchie du basket-ball européen.

## Équipes participantes
Trente-deux équipes participent à l'édition 2013-2014 de l'EuroChallenge. Cette année, il n'y a pas de tour de qualification. Les trente-deux équipes sont répartis dans huit groupes de quatre équipes. Les deux premières équipes de chaque groupe participent au tour suivant.
| Pays (Ligue)              | Nb | Équipes (place dans le championnat national lors de la saison 2012-2013) | Équipes (place dans le championnat national lors de la saison 2012-2013) | Équipes (place dans le championnat national lors de la saison 2012-2013) | Équipes (place dans le championnat national lors de la saison 2012-2013) | Équipes (place dans le championnat national lors de la saison 2012-2013) |
| ------------------------- | -- | ------------------------------------------------------------------------ | ------------------------------------------------------------------------ | ------------------------------------------------------------------------ | ------------------------------------------------------------------------ | ------------------------------------------------------------------------ |
| Hongrie (MKNB)            | 4  | Szolnoki Olaj (2)                                                        | Atomerőmű SE (3)                                                         | Jászberényi KSE (5)                                                      | BC Körmend (6)                                                           |                                                                          |
| Pays-Bas (FEB Eredivisie) | 3  | ZZ Leiden (1)                                                            | SPM Shoeters (3)                                                         | GasTerra Flames (4)                                                      |                                                                          |                                                                          |
| Russie (Superligue)       | 3  | Krasnye Krylya Samara (6)                                                | Trioumf Lioubertsy (7)                                                   | BC Oural Iekaterinbourg (1)                                              |                                                                          |                                                                          |
| Roumanie (Divizia A)      | 3  | BC Mureș (2)                                                             | CSM Oradea (3)                                                           | Gaz Metan Mediaș (4)                                                     |                                                                          |                                                                          |
| Belgique (Ethias)         | 2  | Okapi Aalstar (4)                                                        | Antwerp Giants (5)                                                       |                                                                          |                                                                          |                                                                          |
| Estonie (EMKL)            | 2  | Tartu Ülikool/Rock (2)                                                   | Rakvere Tarvas (3)                                                       |                                                                          |                                                                          |                                                                          |
| France (LNB)              | 2  | JDA Dijon (7)                                                            | Cholet Basket (10)                                                       |                                                                          |                                                                          |                                                                          |
| Finlande (Korisliiga)     | 2  | KTP Basket (2)                                                           | Joensuun Kataja (3)                                                      |                                                                          |                                                                          |                                                                          |
| Turquie (TBL)             | 2  | Tofaş Bursa (8)                                                          | Royal Halı Gaziantep (9)                                                 |                                                                          |                                                                          |                                                                          |
| Autriche (ÖBB)            | 1  | Zepter Vienna (1)                                                        |                                                                          |                                                                          |                                                                          |                                                                          |
| Biélorussie (BPL)         | 1  | Tsmoki Minsk (1)                                                         |                                                                          |                                                                          |                                                                          |                                                                          |
| Bulgarie (NBL)            | 1  | BC Rilski Sportist (3)                                                   |                                                                          |                                                                          |                                                                          |                                                                          |
| Danemark (Basketligaen)   | 1  | Bakken Bears (1)                                                         |                                                                          |                                                                          |                                                                          |                                                                          |
| Italie (LegA)             | 1  | Grissin Bon Reggio Emilia (7)                                            |                                                                          |                                                                          |                                                                          |                                                                          |
| Lettonie (LBL)            | 1  | BK Ventspils (2)                                                         |                                                                          |                                                                          |                                                                          |                                                                          |
| Slovénie (SKL)            | 1  | KK Krka Novo Mesto (9)                                                   |                                                                          |                                                                          |                                                                          |                                                                          |
| Suède (Basketligan)       | 1  | Södertälje Kings (1)                                                     |                                                                          |                                                                          |                                                                          |                                                                          |
| Ukraine (SuperLeague)     | 1  | BK Kiev (14)                                                             |                                                                          |                                                                          |                                                                          |                                                                          |

Les équipes issues du tour préliminaire sont indiquées en italique.

Légende :
- Vainqueur
- Finaliste
- 3e place
- 4e place
- Éliminé en quart de finale
- Éliminé lors du Last 16
- Éliminé lors de la phase régulière

## Déroulement de la compétition
La compétition est ouverte à trente-deux équipes. Ces clubs se disputent les seize places qualificatives pour le tour suivant lors d'une phase régulière, composée de huit groupes formés chacun de quatre équipes. 
Les deux premières équipes de chaque groupe se qualifient pour un Last 16. Celui-ci se déroule également sous la forme de championnat : quatre groupes de quatre équipes, dont les deux premières sont qualifiées pour les quarts de finale. À partir de ce stade, la compétition est disputée sous la forme des matches à élimination directe, en deux (quarts) ou une seule rencontre (demies et finale).

### Chapeaux
Conférence 1
| Pots pour tirage au sort des groupes de la saison régulière | Pots pour tirage au sort des groupes de la saison régulière            | Pots pour tirage au sort des groupes de la saison régulière | Pots pour tirage au sort des groupes de la saison régulière |
| Pot 1                                                       | Pot 2                                                                  | Pot 3                                                       | Pot 4                                                       |
| ----------------------------------------------------------- | ---------------------------------------------------------------------- | ----------------------------------------------------------- | ----------------------------------------------------------- |
| BK Ventspils Antwerp Giants Okapi Aalstar Cholet Basket     | Joensuun Kataja Tartu Ülikool/Rock JDA Dijon Grissin Bon Reggio Emilia | ZZ Leiden Södertälje Kings SPM Shoeters GasTerra Flames     | Rakvere Tarvas Zepter Vienna Bakken Bears KTP Basket        |

Conférence 2
| Pots pour tirage au sort des groupes de la saison régulière               | Pots pour tirage au sort des groupes de la saison régulière | Pots pour tirage au sort des groupes de la saison régulière                | Pots pour tirage au sort des groupes de la saison régulière |
| Pot 1                                                                     | Pot 2                                                       | Pot 3                                                                      | Pot 4                                                       |
| ------------------------------------------------------------------------- | ----------------------------------------------------------- | -------------------------------------------------------------------------- | ----------------------------------------------------------- |
| KK Krka Novo Mesto Krasnye Krylya Samara Szolnoki Olaj Trioumf Lioubertsy | Tsmoki Minsk Gaz Metan Mediaș Tofaş Bursa Atomerőmű SE      | BC Körmend BC Oural Iekaterinbourg BC Rilski Sportist Royal Halı Gaziantep | BK Kiev Jászberényi KSE BC Mureș CSM Oradea                 |

## Phase régulière

### Groupe A
| Rang | Équipe         | Pts | J | G | P | Pp  | Pc  | Diff |  | Résultats (dom.\ext.) |       |       |       |       |
| ---- | -------------- | --- | - | - | - | --- | --- | ---- |  | --------------------- | ----- | ----- | ----- | ----- |
| 1    | Antwerp Giants | 10  | 6 | 4 | 2 | 461 | 432 | 29   |  | Antwerp Giants        |       | 81-59 | 77-72 | 78-73 |
| 2    | JDA Dijon      | 10  | 6 | 4 | 2 | 425 | 396 | 29   |  | JDA Dijon             | 68-74 |       | 83-64 | 80-47 |
| 3    | SPM Shoeters   | 9   | 6 | 3 | 3 | 433 | 434 | -1   |  | SPM Shoeters          | 83-76 | 66-70 |       | 78-71 |
| 4    | Rakvere Tarvas | 7   | 6 | 1 | 5 | 389 | 446 | -57  |  | Rakvere Tarvas        | 77-75 | 64-65 | 57-70 |       |

### Groupe B
| Rang | Équipe                | Pts | J | G | P | Pp  | Pc  | Diff |  | Résultats (dom.\ext.) |       |       |       |       |
| ---- | --------------------- | --- | - | - | - | --- | --- | ---- |  | --------------------- | ----- | ----- | ----- | ----- |
| 1    | Royal Halı Gaziantep  | 10  | 6 | 4 | 2 | 456 | 423 | 33   |  | Krasnye Krylya Samara |       | 79-75 | 89-96 | 84-75 |
| 2    | Krasnye Krylya Samara | 10  | 6 | 4 | 2 | 493 | 447 | 46   |  | Atomeromu SE          | 56-89 |       | 61-74 | 78-77 |
| 3    | CSM Oradea            | 9   | 6 | 3 | 3 | 463 | 465 | -2   |  | Royal Halı Gaziantep  | 71-63 | 75-63 |       | 69-74 |
| 4    | Atomeromu SE          | 7   | 6 | 1 | 5 | 407 | 484 | -77  |  | CSM Oradea            | 74-89 | 90-74 | 73-71 |       |

Victoire 89-96 (71-71, 77-77) du Krasnye Krylya Samara contre le Royal Hali Gaziantep après deux prolongations.

### Groupe C
| Rang | Équipe             | Pts | J | G | P | Pp  | Pc  | Diff |  | Résultats (dom.\ext.) |       |       |       |       |
| ---- | ------------------ | --- | - | - | - | --- | --- | ---- |  | --------------------- | ----- | ----- | ----- | ----- |
| 1    | Tartu Ülikool/Rock | 10  | 6 | 4 | 2 | 478 | 408 | 70   |  | BK Ventspils          |       | 68-81 | 61-56 | 72-63 |
| 2    | BK Ventspils       | 10  | 6 | 4 | 2 | 420 | 419 | 1    |  | Tartu Ülikool/Rock    | 65-66 |       | 99-65 | 83-60 |
| 3    | Södertälje Kings   | 9   | 6 | 3 | 3 | 441 | 473 | -32  |  | Södertälje Kings      | 83-80 | 72-76 |       | 82-73 |
| 4    | Zepter Vienna      | 7   | 6 | 1 | 5 | 415 | 454 | -39  |  | Zepter Vienna         | 71-78 | 82-74 | 73-76 |       |

### Groupe D
| Rang | Équipe                    | Pts | J | G | P | Pp  | Pc  | Diff |  | Résultats (dom.\ext.)     |       |       |        |        |
| ---- | ------------------------- | --- | - | - | - | --- | --- | ---- |  | ------------------------- | ----- | ----- | ------ | ------ |
| 1    | Trioumf Lioubertsy        | 11  | 6 | 5 | 1 | 494 | 409 | 85   |  | Trioumf Lioubertsy        |       | 94-72 | 90-74  | 94-58  |
| 2    | Gaz Metan Mediaș          | 10  | 6 | 4 | 2 | 468 | 461 | 7    |  | Gaz Metan Mediaș          | 81-84 |       | 77-72  | 82-69  |
| 3    | BK Kiev                   | 8   | 6 | 2 | 4 | 456 | 478 | -22  |  | Fortress Lami-Véd Körmend | 70-80 | 68-73 |        | 103-99 |
| 4    | Fortress Lami-Véd Körmend | 7   | 6 | 1 | 5 | 451 | 512 | -61  |  | BK Kiev                   | 54-52 | 74-83 | 102-64 |        |

Victoire 103-99 (86-86) du Fortress Lami-Véd Körmend contre le BK Kiev après une prolongation.
Victoire 81-84 (74-74) du Trioumf Lioubertsy contre le Gaz Metan Mediaș après une prolongation.

### Groupe E
| Rang | Équipe                    | Pts | J | G | P | Pp  | Pc  | Diff |  | Résultats (dom.\ext.)     |       |       |       |       |
| ---- | ------------------------- | --- | - | - | - | --- | --- | ---- |  | ------------------------- | ----- | ----- | ----- | ----- |
| 1    | Grissin Bon Reggio Emilia | 10  | 6 | 4 | 2 | 453 | 430 | 23   |  | Okapi Aalstar             |       | 71-78 | 83-82 | 87-90 |
| 2    | KTP Basket                | 9   | 6 | 3 | 3 | 467 | 476 | -9   |  | Grissin Bon Reggio Emilia | 80-63 |       | 78-61 | 86-75 |
| 3    | Okapi Aalstar             | 9   | 6 | 3 | 3 | 451 | 467 | -16  |  | GasTerra Flames           | 63-70 | 87-90 |       | 72-76 |
| 4    | GasTerra Flames           | 8   | 6 | 2 | 4 | 446 | 444 | 2    |  | KTP Basket                | 74-77 | 75-71 | 72-76 |       |

Victoire 83-82 (74-74) du Okapi Aalstar contre le GasTerra Flames après une prolongation.

### Groupe F
| Rang | Équipe                  | Pts | J | G | P | Pp  | Pc  | Diff |  | Résultats (dom.\ext.)   |       |       |       |       |
| ---- | ----------------------- | --- | - | - | - | --- | --- | ---- |  | ----------------------- | ----- | ----- | ----- | ----- |
| 1    | BC Oural Iekaterinbourg | 11  | 6 | 5 | 1 | 482 | 444 | 38   |  | KK Krka Novo Mesto      |       | 71-61 | 80-75 | 76-61 |
| 2    | KK Krka Novo Mesto      | 10  | 6 | 4 | 2 | 425 | 398 | 27   |  | Tofaş Bursa             | 81-72 |       | 77-82 | 86-72 |
| 3    | Tofaş Bursa             | 9   | 6 | 3 | 3 | 451 | 425 | 26   |  | BC Oural Iekaterinbourg | 79-68 | 74-70 |       | 88-85 |
| 4    | Jászberényi KSE         | 6   | 6 | 0 | 6 | 377 | 468 | -91  |  | Jászberényi KSE         | 41-58 | 54-76 | 64-84 |       |

Victoire 88-85 (77-77) du BC Oural Iekaterinbourg contre le Jászberényi KSE après une prolongation.

### Groupe G
| Rang | Équipe          | Pts | J | G | P | Pp  | Pc  | Diff |  | Résultats (dom.\ext.) |       |        |       |       |
| ---- | --------------- | --- | - | - | - | --- | --- | ---- |  | --------------------- | ----- | ------ | ----- | ----- |
| 1    | Cholet Basket   | 11  | 6 | 5 | 1 | 441 | 397 | 44   |  | Cholet Basket         |       | 70-69  | 74-52 | 84-67 |
| 2    | Bakken Bears    | 9   | 6 | 3 | 3 | 443 | 450 | -7   |  | Joensuun Kataja       | 76-70 |        | 77-63 | 66-68 |
| 3    | Joensuun Kataja | 8   | 6 | 2 | 4 | 436 | 444 | -8   |  | ZZ Leiden             | 67-75 | 72-58  |       | 61-62 |
| 4    | ZZ Leiden       | 8   | 6 | 2 | 4 | 396 | 425 | -29  |  | Bakken Bears          | 66-68 | 101-90 | 79-81 |       |

### Groupe H
| Rang | Équipe             | Pts | J | G | P | Pp  | Pc  | Diff |  | Résultats (dom.\ext.) |       |       |       |       |
| ---- | ------------------ | --- | - | - | - | --- | --- | ---- |  | --------------------- | ----- | ----- | ----- | ----- |
| 1    | Tsmoki Minsk       | 10  | 6 | 4 | 2 | 479 | 450 | 29   |  | Szolnoki Olaj         |       | 69-68 | 73-66 | 68-76 |
| 2    | Szolnoki Olaj      | 10  | 6 | 4 | 2 | 441 | 434 | 7    |  | Tsmoki Minsk          | 76-68 |       | 94-75 | 79-83 |
| 3    | BC Mureș           | 9   | 6 | 3 | 3 | 473 | 471 | 2    |  | BC Rilski Sportist    | 76-78 | 73-78 |       | 70-68 |
| 4    | BC Rilski Sportist | 7   | 6 | 1 | 5 | 445 | 483 | -38  |  | BC Mureș              | 72-85 | 82-84 | 92-85 |       |

## Last 16
Chaque groupe de ce Last 16 est composé de quatre clubs (deux premiers et deux deuxièmes lors du tour précédent) qui ne se sont pas rencontrés lors de la phase régulière et qui étaient placés dans la même moitié de tableau (A-D ou E-H). Ainsi, dans le groupe I, s'affrontent les premiers des groupes A et C et les deuxièmes des groupes B et D.

### Groupe I
| Rang | Équipe                | Pts | J | G | P | Pp  | Pc  | Diff |  | Résultats (dom.\ext.) |       |       |       |       |
| ---- | --------------------- | --- | - | - | - | --- | --- | ---- |  | --------------------- | ----- | ----- | ----- | ----- |
| 1    | Tartu Ülikool/Rock    | 11  | 6 | 5 | 1 | 487 | 418 | 69   |  | Antwerp Giants        |       | 64-59 | 71-75 | 97-79 |
| 2    | Krasnye Krylya Samara | 10  | 6 | 4 | 2 | 467 | 434 | 33   |  | Tartu Ülikool/Rock    | 82-74 |       | 84-73 | 97-67 |
| 3    | Antwerp Giants        | 9   | 6 | 3 | 3 | 454 | 461 | -7   |  | Krasnye Krylya Samara | 87-67 | 74-75 |       | 78-60 |
| 4    | Gaz Metan Mediaș      | 6   | 6 | 0 | 6 | 428 | 523 | -95  |  | Gaz Metan Mediaș      | 79-81 | 66-90 | 77-80 |       |

Victoire 74-75 (68-68) du Tartu Ülikool/Rock contre le Krasnye Krylya Samara après une prolongation.

### Groupe J
| Rang | Équipe                    | Pts | J | G | P | Pp  | Pc  | Diff |  | Résultats (dom.\ext.)     |       |       |       |       |
| ---- | ------------------------- | --- | - | - | - | --- | --- | ---- |  | ------------------------- | ----- | ----- | ----- | ----- |
| 1    | Grissin Bon Reggio Emilia | 10  | 6 | 4 | 2 | 479 | 441 | 38   |  | Grissin Bon Reggio Emilia |       | 82-71 | 82-65 | 90-68 |
| 2    | Szolnoki Olaj             | 10  | 6 | 4 | 2 | 460 | 442 | 18   |  | KK Krka Novo Mesto        | 66-69 |       | 80-63 | 89-78 |
| 3    | KK Krka Novo Mesto        | 9   | 6 | 3 | 3 | 447 | 445 | 2    |  | Cholet Basket             | 81-78 | 88-93 |       | 70-85 |
| 4    | Cholet Basket             | 7   | 6 | 1 | 5 | 434 | 492 | -58  |  | Szolnoki Olaj             | 90-78 | 65-48 | 74-67 |       |

Victoire 88-93 (80-80) du KK Krka Novo Mesto contre le Cholet Basket après une prolongation.
Victoire 66-69 (61-61) du Grissin Bon Reggio Emilia contre le KK Krka Novo Mesto après une prolongation.

### Groupe K
| Rang | Équipe               | Pts | J | G | P | Pp  | Pc  | Diff |  | Résultats (dom.\ext.) |       |       |       |       |
| ---- | -------------------- | --- | - | - | - | --- | --- | ---- |  | --------------------- | ----- | ----- | ----- | ----- |
| 1    | Royal Halı Gaziantep | 12  | 6 | 6 | 0 | 434 | 376 | 58   |  | Royal Halı Gaziantep  |       | 64-59 | 69-60 | 72-61 |
| 2    | Trioumf Lioubertsy   | 10  | 6 | 4 | 2 | 424 | 414 | 10   |  | Trioumf Lioubertsy    | 74-78 |       | 72-69 | 80-71 |
| 3    | BK Ventspils         | 7   | 6 | 1 | 5 | 385 | 427 | -42  |  | JDA Dijon             | 76-82 | 66-68 |       | 74-72 |
| 4    | JDA Dijon            | 7   | 6 | 1 | 5 | 404 | 432 | -28  |  | BK Ventspils          | 46-71 | 66-71 | 69-59 |       |

### Groupe L
| Rang | Équipe                  | Pts | J | G | P | Pp  | Pc  | Diff |  | Résultats (dom.\ext.)   |       |        |        |       |
| ---- | ----------------------- | --- | - | - | - | --- | --- | ---- |  | ----------------------- | ----- | ------ | ------ | ----- |
| 1    | BC Oural Iekaterinbourg | 11  | 6 | 5 | 1 | 487 | 460 | 27   |  | BC Oural Iekaterinbourg |       | 69-65  | 66-61  | 85-71 |
| 2    | Tsmoki Minsk            | 10  | 6 | 4 | 2 | 537 | 430 | 107  |  | Tsmoki Minsk            | 96-97 |        | 104-73 | 89-51 |
| 3    | KTP Basket              | 8   | 6 | 2 | 4 | 445 | 516 | -71  |  | KTP Basket              | 75-86 | 64-100 |        | 82-79 |
| 4    | Bakken Bears            | 7   | 6 | 1 | 5 | 455 | 513 | -58  |  | Bakken Bears            | 92-84 | 76-83  | 86-90  |       |

Victoire 96-97 (86-86) du BC Oural Iekaterinbourg contre le Tsmoki Minsk après une prolongation.

## Quarts de finale
Les quarts de finale se déroulent sous la forme d'une série au meilleur des trois matches. Les quatre premiers de la phase précédente disputent le premier match à domicile puis se déplacent chez leur adversaire lors de la deuxième rencontre. Si nécessaire, une manche décisive se dispute chez la première équipe. Les matches ont eu lieu les 11 et 13 mars 2013, ainsi que le 18 mars pour les matches d'appui.
| Équipe n°1                | Score | Équipe n°2            | Aller   | Retour   | Appui   |
| ------------------------- | ----- | --------------------- | ------- | -------- | ------- |
| Tartu Ülikool/Rock        | 1 – 2 | Szolnoki Olaj         | 87 – 83 | 73 – 80  | 60 – 78 |
| Grissin Bon Reggio Emilia | 2 – 0 | Krasnye Krylya Samara | 75 – 63 | 73 – 71  |         |
| Royal Halı Gaziantep      | 2 – 0 | Tsmoki Minsk          | 59 – 58 | 68 – 67  |         |
| BC Oural Iekaterinbourg   | 0 – 2 | Trioumf Lioubertsy    | 72 – 80 | 67 – 110 |         |

## Final Four
Le Final Four se dispute du 25 au 27 avril à Bologne, en Italie
|  | Demi-finales              | Demi-finales              |                        |    | Finale          | Finale          |
|  | Demi-finales              | Demi-finales              |                        |    | Finale          | Finale          |
|  |                           |                           |                        |    |                 |                 |
|  | 25 avril, 18h00           | 25 avril, 18h00           |                        |    | 27 avril, 19h00 | 27 avril, 19h00 |
|  | 25 avril, 18h00           | 25 avril, 18h00           |                        |    | 27 avril, 19h00 | 27 avril, 19h00 |
|  | Szolnoki Olaj             | 59                        |                        |    | 27 avril, 19h00 | 27 avril, 19h00 |
|  | Szolnoki Olaj             | 59                        |                        |    | 27 avril, 19h00 | 27 avril, 19h00 |
|  | Triumph Lyubertsy         | 61                        |                        |    | 27 avril, 19h00 | 27 avril, 19h00 |
|  | Triumph Lyubertsy         | 61                        | Triumph Lyubertsy      | 65 |                 |                 |
|  | 25 avril, 20h30           |                           | Triumph Lyubertsy      | 65 |                 |                 |
|  |                           | Grissin Bon Reggio Emilia | 79                     |    |                 |                 |
|  | Grissin Bon Reggio Emilia | Grissin Bon Reggio Emilia | 79                     | 66 |                 |                 |
|  | Grissin Bon Reggio Emilia |                           |                        | 66 |                 |                 |
|  | Royal Halı Gaziantep      | 55                        |                        |    |                 |                 |
|  | Royal Halı Gaziantep      | 55                        | Match pour la 3e place |    |                 |                 |
|  |                           |                           |                        |    |                 |                 |
|  | 27 avril, 16h30           |                           |                        |    |                 |                 |
|  |                           |                           |                        |    |                 |                 |
|  | Szolnoki Olaj             | 75                        |                        |    |                 |                 |
|  | Szolnoki Olaj             | 75                        |                        |    |                 |                 |
|  | Royal Halı Gaziantep      | 87                        |                        |    |                 |                 |
|  | Royal Halı Gaziantep      | 87                        |                        |    |                 |                 |

## Hebdomadaires (MVP par journée)

### Saison régulière
| Journée | Joueur            | Équipe                    | Éval. |
| ------- | ----------------- | ------------------------- | ----- |
| 1       | Maxime De Zeeuw   | Port of Antwerp Giants    | 31    |
| 1       | Greg Brunner      | Grissin Bon Reggio Emilia | 31    |
| 2       | Chinemelu Elonu   | Tofaş Bursa               | 35    |
| 3       | Cory Higgins      | Trioumf Lioubertsy        | 36    |
| 4       | Rastko Dramićanin | Fortress Jászberényi      | 32    |
| 5       | Keith Benson      | BC Tsmoki-Minsk           | 36    |
| 6       | Aaron McGhee      | BC Oural Iekaterinbourg   | 31    |
| 7       | Sean Barnette     | BC Rilski Sportist        | 38    |

### Last 16
| Journée | Joueur            | Équipe                    | Éval. |
| ------- | ----------------- | ------------------------- | ----- |
| 1       | Aaron Miles       | Krasnye Krylya Samara     | 29    |
| 2       | Dmitri Flis       | BC Oural Iekaterinbourg   | 30    |
| 2       | Aaron McGhee      | BC Oural Iekaterinbourg   | 30    |
| 2       | Barış Ermiş       | Royal Halı Gaziantep      | 30    |
| 3       | Andrea Cinciarini | Grissin Bon Reggio Emilia | 33    |
| 4       | Vilmantas Dilys   | Tartu Ülikool/Rock        | 30    |
| 4       | Willie Kemp       | Gaz Metan Mediaș          | 30    |
| 5       | Sharaud Curry     | KTP Basket                | 26    |
| 6       | James White       | Grissin Bon Reggio Emilia | 31    |

### Quart de finale
| Journée | Joueur          | Équipe                  | Éval. |
| ------- | --------------- | ----------------------- | ----- |
| 1       | Justin Holiday  | Szolnoki Olaj           | 28    |
| 1       | Lance Harris    | BC Oural Iekaterinbourg | 28    |
| 2       | Dejan Borovnjak | Royal Halı Gaziantep    | 31    |